# Djabir Saïd-Guerni
Djabir Saïd-Guerni (ur. 29 marca 1977 w Algierze) – algierski lekkoatleta specjalizujący się w biegach średniodystansowych, dwukrotny uczestnik letnich igrzysk olimpijskich (Sydney 2000, Ateny 2004), brązowy medalista olimpijski z Sydney w biegu na 800 metrów.
Mąż algierskiej florecistki Wassili Rédouane-Saïd-Guerni.

## Sukcesy sportowe
- pięciokrotny mistrz Algierii w biegu na 800 metrów – 1996, 1998, 1999, 2000, 2002[1]

| Rok  | Miasto            | Zawody                              | Konkurencja                      | Wynik         |
| ---- | ----------------- | ----------------------------------- | -------------------------------- | ------------- |
| 1997 | Sycylia           | Uniwersjada                         | bieg na 800 m                    | 6. miejsce    |
| 1997 | Bari              | Igrzyska śródziemnomorskie          | bieg na 800 m                    | brązowy medal |
| 1997 | Bejrut            | Igrzyska panarabskie                | bieg na 800 m                    | złoty medal   |
| 1998 | Dakar             | Mistrzostwa Afryki                  | bieg na 800 m                    | brązowy medal |
| 1999 | Johannesburg      | Igrzyska Afrykańskie                | bieg na 800 m                    | srebrny medal |
| 1999 | Palma de Mallorca | Uniwersjada                         | bieg na 800 m                    | 4. miejsce    |
| 1999 | Sewilla           | Mistrzostwa świata                  | bieg na 800 m                    | brązowy medal |
| 1999 | Zagrzeb           | Światowe wojskowe igrzyska sportowe | bieg na 800 m                    | złoty medal   |
| 2000 | Algier            | Mistrzostwa Afryki                  | bieg na 800 m sztafeta 4 x 400 m | złoty medal   |
| 2000 | Sydney            | Igrzyska olimpijskie                | bieg na 800 m                    | brązowy medal |
| 2002 | Tunis             | Mistrzostwa Afryki                  | bieg na 800 m                    | złoty medal   |
| 2003 | Saint-Denis       | Mistrzostwa świata                  | bieg na 800 m                    | złoty medal   |
| 2004 | Ateny             | Igrzyska olimpijskie                | bieg na 800 m                    | 7. miejsce    |
| 2005 | Helsinki          | Mistrzostwa świata                  | bieg na 800 m                    | 5. miejsce    |

## Rekordy życiowe
- bieg na 400 metrów – 46,15 – Canberra 12/03/2000
- bieg na 400 metrów (hala) – 46,71 – Eaubonne 13/02/2002
- bieg na 800 metrów – 1:43,09 – Bruksela 03/09/1999 (były rekord Algierii)
- bieg na 800 metrów (hala) – 1:47.68 – Gandawa 10/02/2002
- bieg na 1000 metrów – 2:14,52 – Rieti 05/09/1999